# Hendrikus Albertus Lorentz

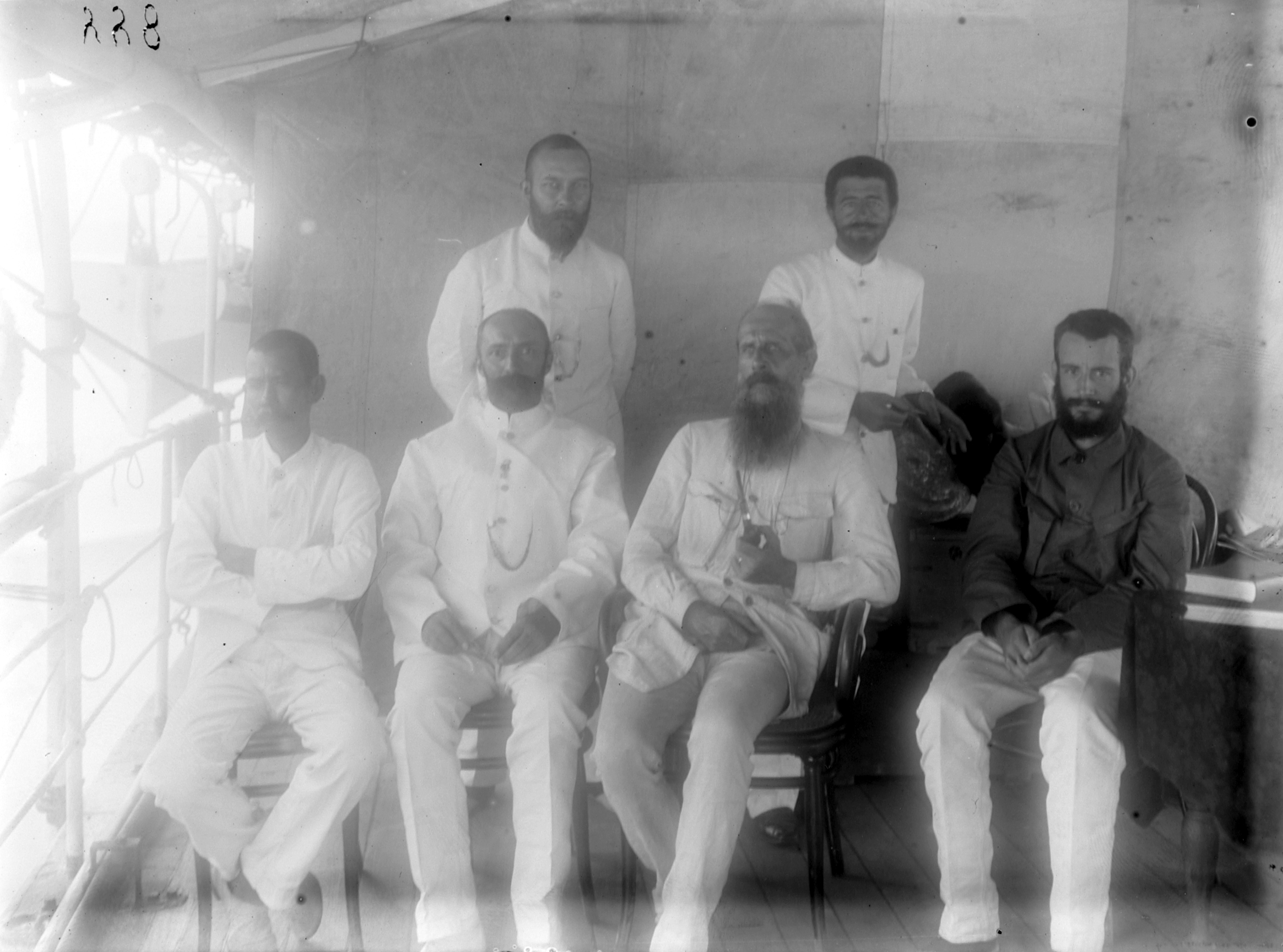
Spedizione della Nuova Guinea del 1903, con Loretz in alto a sinistra

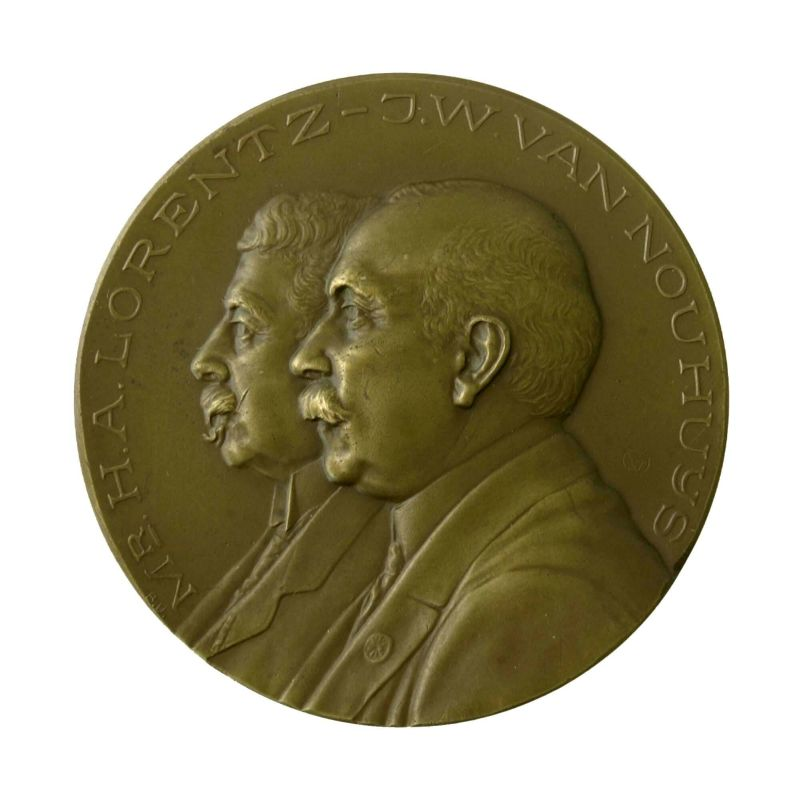
Moneta raffigurante Lorentz

Hendrikus Albertus Lorentz (Oudewater, 18 settembre 1871 – Klerksdorp, 2 settembre 1944) è stato un esploratore e diplomatico olandese, che ha scoperto vari territori in Nuova Guinea e ha lavorato come diplomatico in Sudafrica.

## Biografia
Figlio di Teodoro Apolonio Ninus Lorentz, un coltivatore di tabacco a East Java tornato nei Paesi Bassi e di Marie, studiò legge e biologia all'università di Utrecht. Sposò Marie Lousie Clemence barones van Zuylen van Nievelt.
Lorentz partecipò a tre spedizioni nella Nuova Guinea olandese, attuale porzione indonesiana (occidentale) dell'isola della Nuova Guinea. La prima fu la spedizione in Nuova Guinea del Nord nel 1903 guidata da Arthur Wichmann. Lo stesso Lorentz guidò le spedizioni nel 1907 e 1909-1910.
Il parco nazionale di Lorentz e il fiume Lorentz nel sud della Nuova Guinea prendono il suo nome in sua memoria.
La specie di serpente Dendrelaphis lorentzii (van Lidth de Jeude, 1911) è chiamata così in suo onore.